# 9 Sagittarii
9 Sagittarii, som är stjärnans Flamsteed-beteckning, är en dubbelstjärna, belägen i Lagunnebulosan (Messier 8) med den öppna stjärnhopen NGC 6530 i den västra delen av stjärnbilden Skytten. Den har en kombinerad skenbar magnitud på 5,97 och är mycket svagt synlig för blotta ögat där ljusföroreningar ej förekommer.
9 Sagittarii är omgiven av ett joniserat HII-område av ungefär 30 ljusårs utbredning med bland annat reflektionsnebulorna NGC 6523 och NGC 6533. Detta joniserade område ligger framför ett tätare molekylärt moln. Avstånden till 9 Sagittarii, M8 och NGC 6530 är osäkra, men beräknas generellt vara mellan 1 200 och 1 800 parsec. Nya studier anger ett avstånd på ca 1 250 pc för M8-regionen. Erosion av de molekylära molnens framsida är uppenbarligen orsakad av 9 Sagittarii, vilket tyder på att den ligger framför molnet, men studier av 9 Sagittarii som en dubbelstjärna ger ett avstånd på 1 790 st.

## Egenskaper

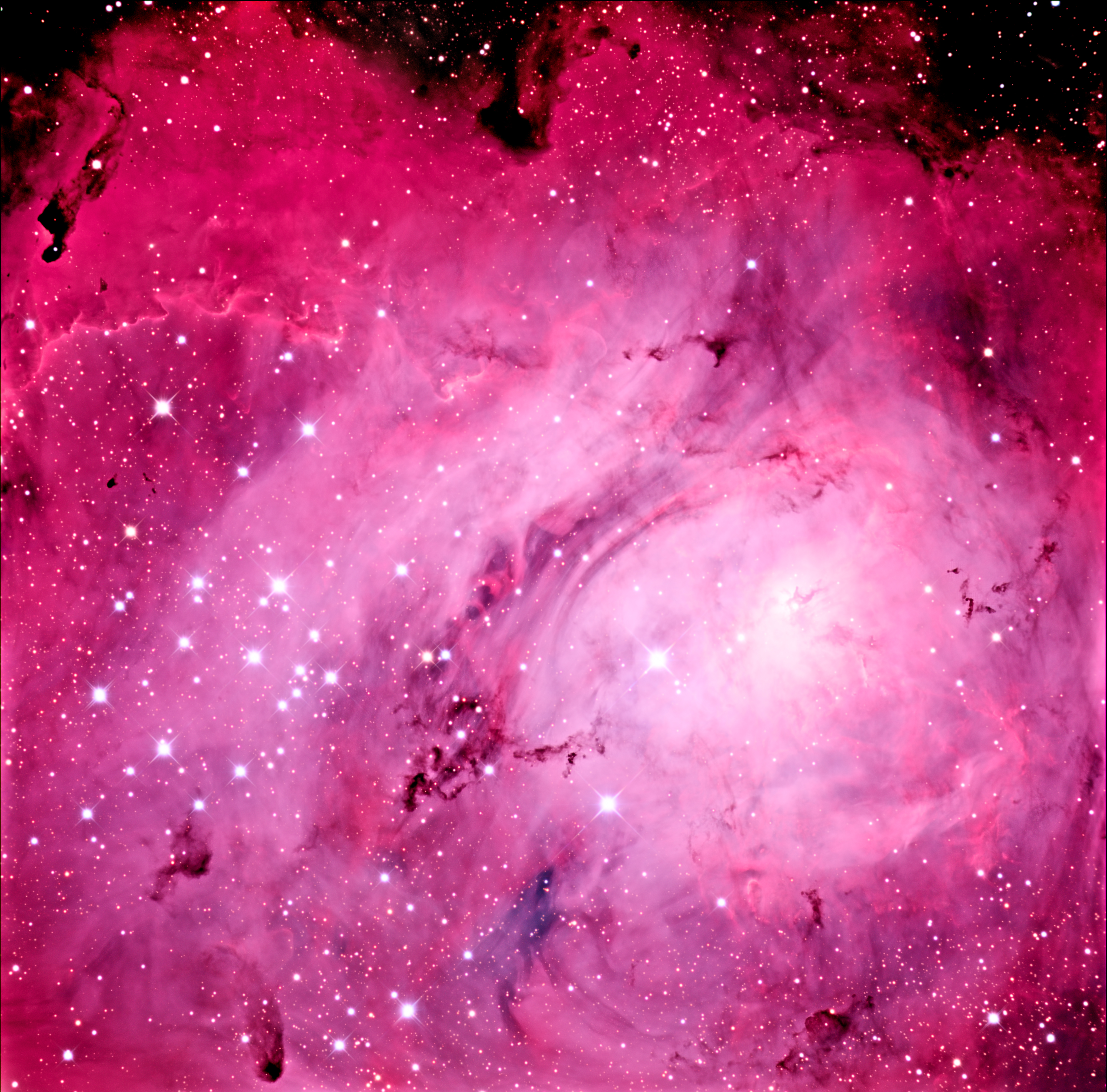
9 Sagittarii är den ljusaste stjärnan i bilden, precis till vänster om den intensiva Timglasnebulosakärnan i Lagunnebulosan. NGC 6530 är spridningen av stjärnor till vänster.

Primärstjärnan 9 Sagittarii A är en blå stjärna i huvudserien av spektralklass O3.5 V((f+)) Den har en massa som är ca 55 solmassor, en radie som är ca 13 solradier och utsänder från dess fotosfär ca 560 000 gånger mera energi än solen vid en effektiv temperatur av ca 44 000 K.
9 Sagittarii är en dubbelstjärna med den längsta kända perioden på 9,1 år för ett par stjärnor av spektraltyp O. Banan har en stor excentricitet på 0,70 och separationen mellan stjärnorna varierar från 11 AE till 27 AE. Den stora separationen innebär att de två stjärnornas stjärnvindar inte har någon stark påverkan och att paret inte är en stark källa till röntgenstrålning. Brist på röntgenstrålning, låg omloppshastighet och liknande spektraltyp som gör att de smälter samman till ett kombinerat spektrum av O4 V, har lett till att 9 Sagittarii inte bekräftats som dubbelstjärna förrän 2012. Tidigare ledtrådar som icke-termisk radiostrålning och periodisk profilvariation hos spektrallinjer hade lett till detaljerad sökning efter en följeslagare.
De båda stjärnorna har upplösts med hjälp av Hubble Space Telescope Fine Guidance Sensor och med markbaserad interferometri med hjälp av PIONIER-instrumentet i Very Large Telescope.